# Mahonia fortunei
Mahonia fortunei là một loài thực vật có hoa trong họ Hoàng mộc. Loài này được (Lindl.) Fedde mô tả khoa học đầu tiên năm 1902.

## Hình ảnh

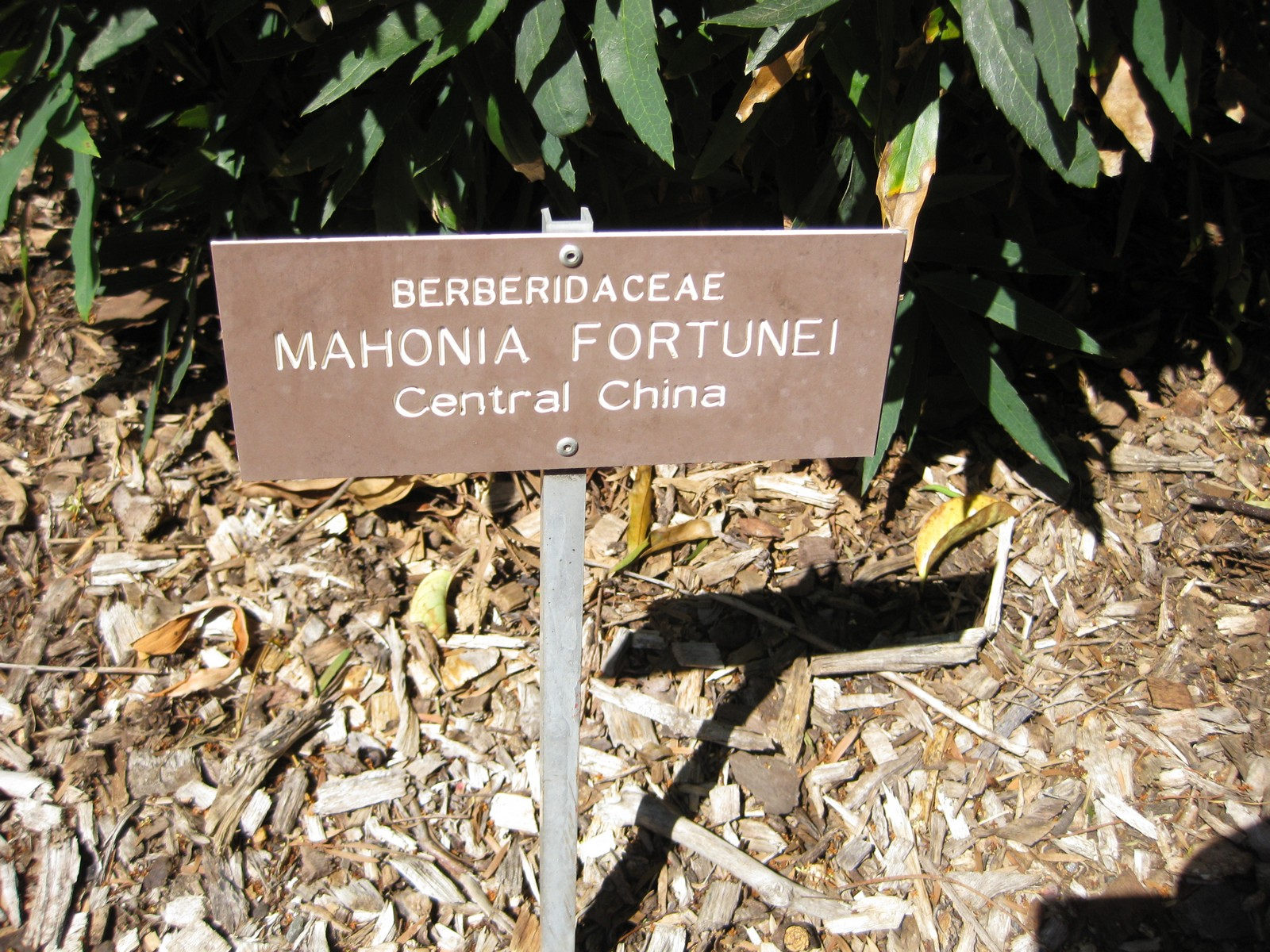
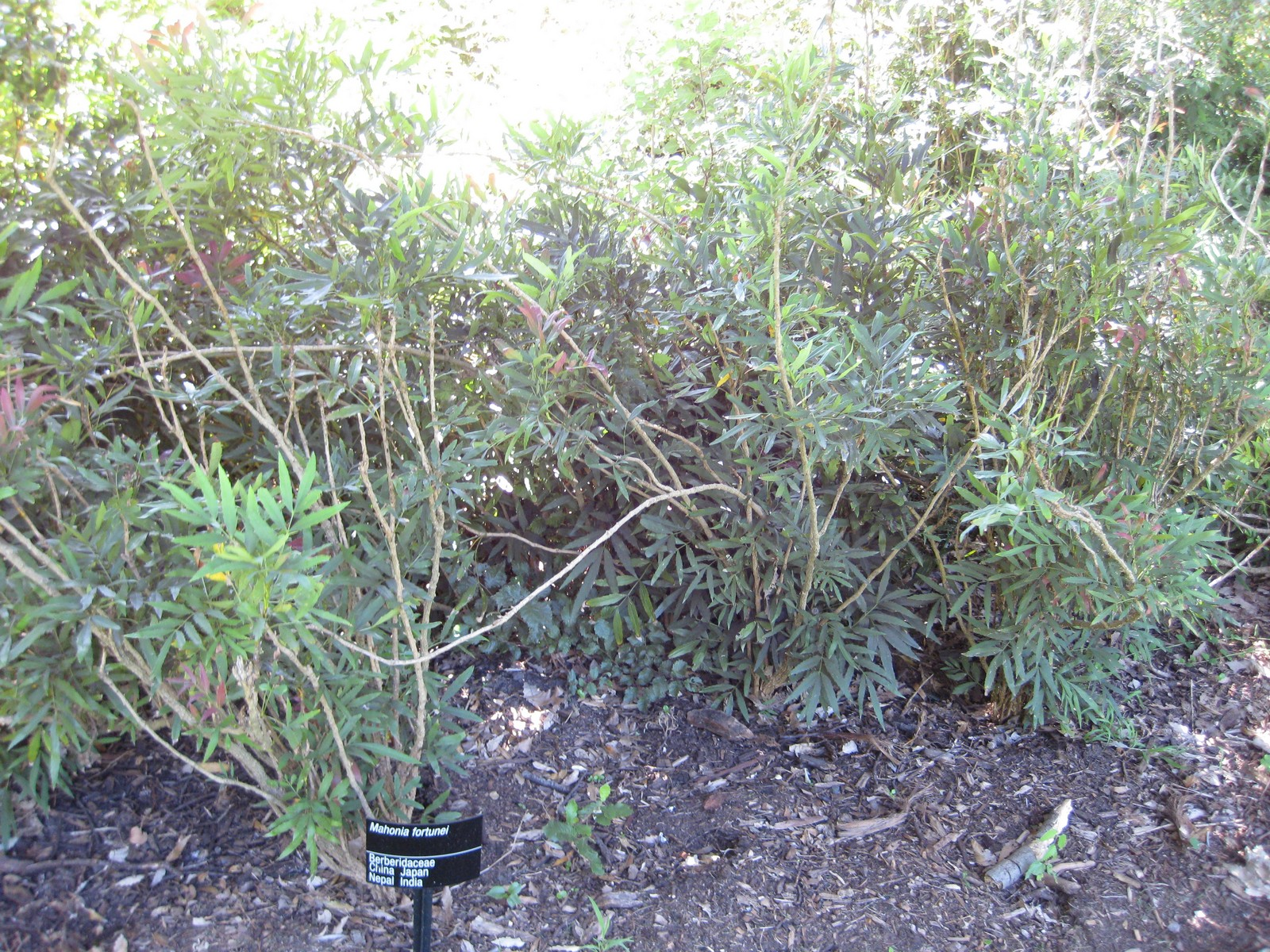
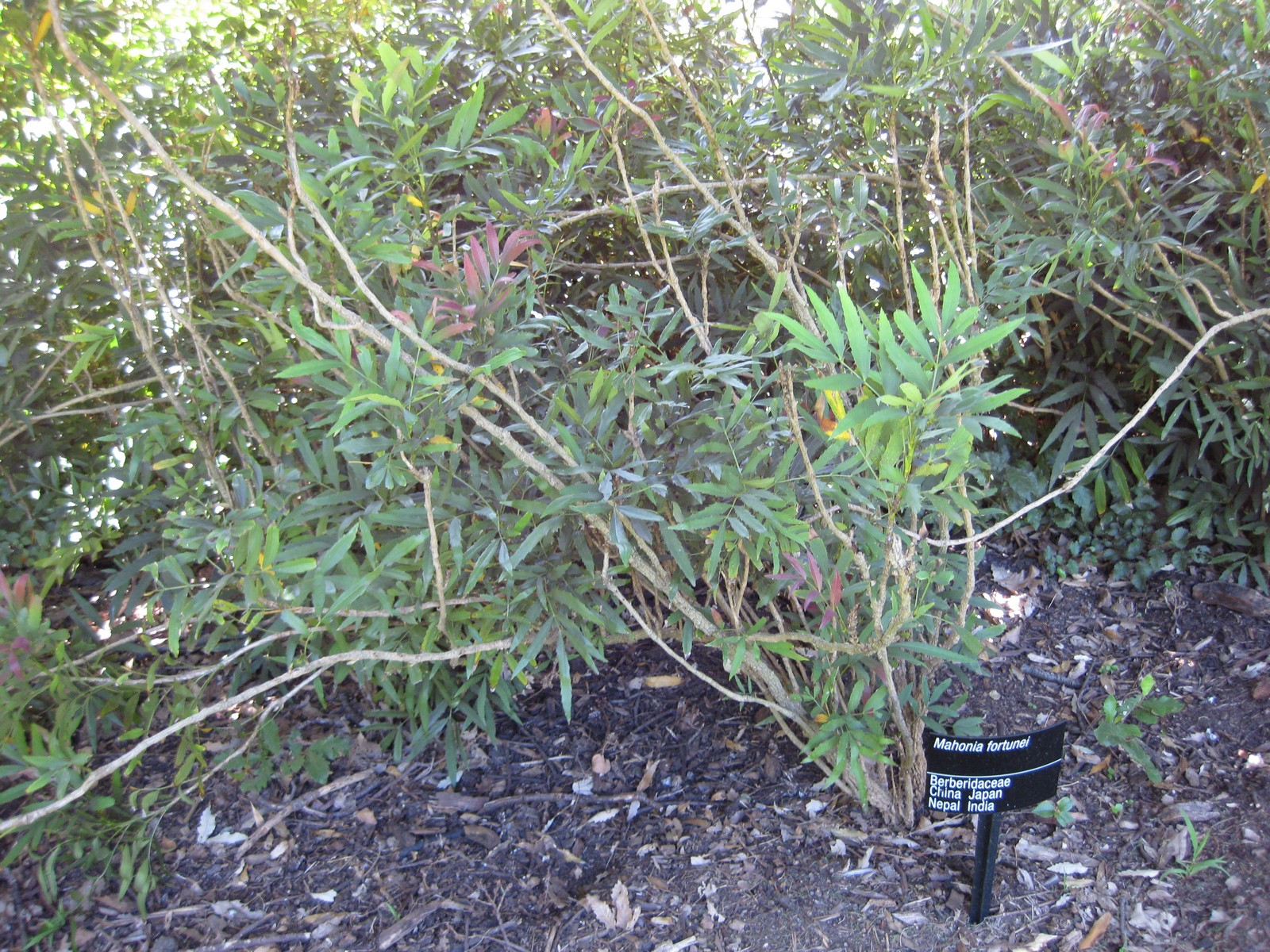
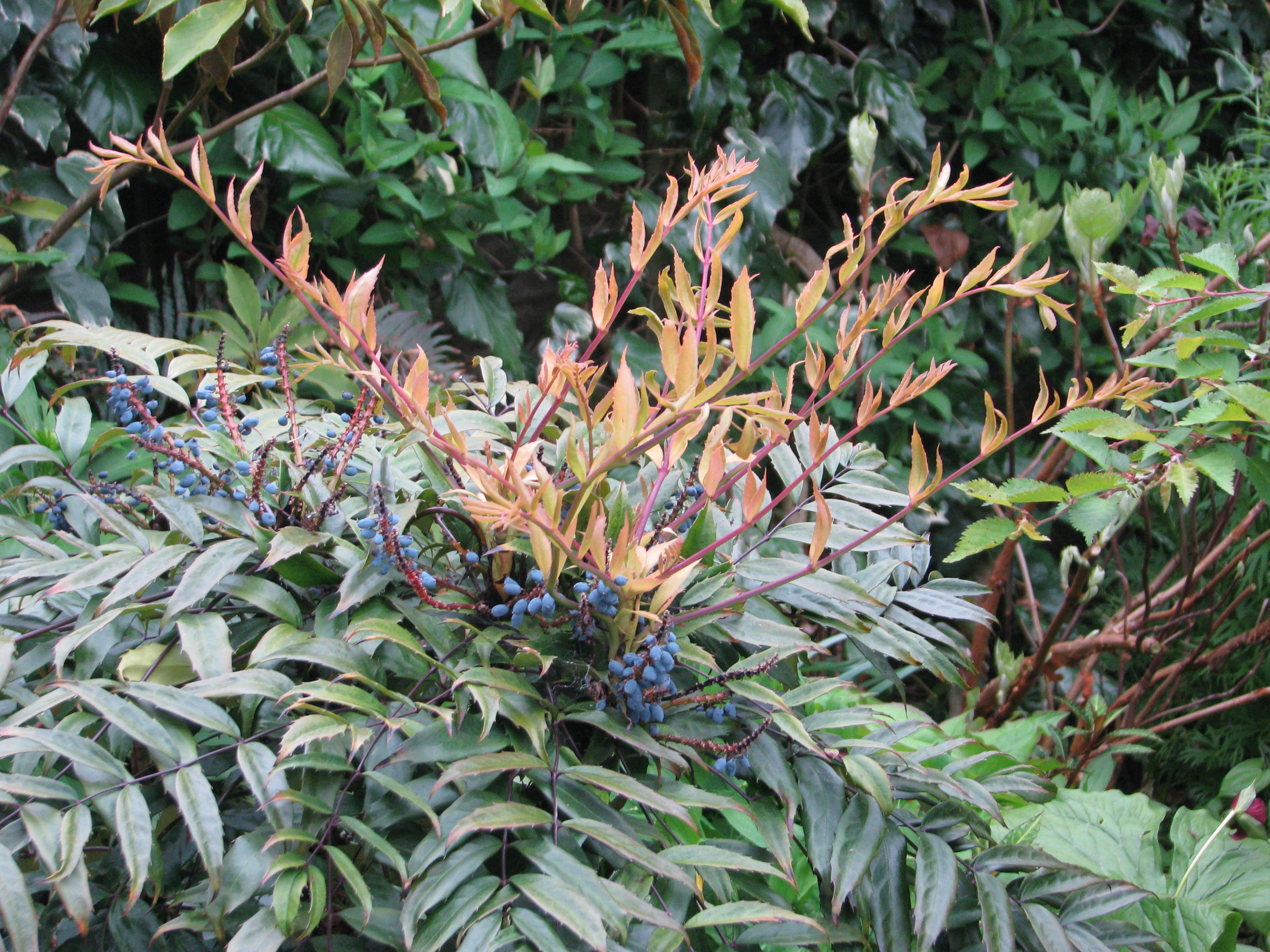